# Kloster Zafaran

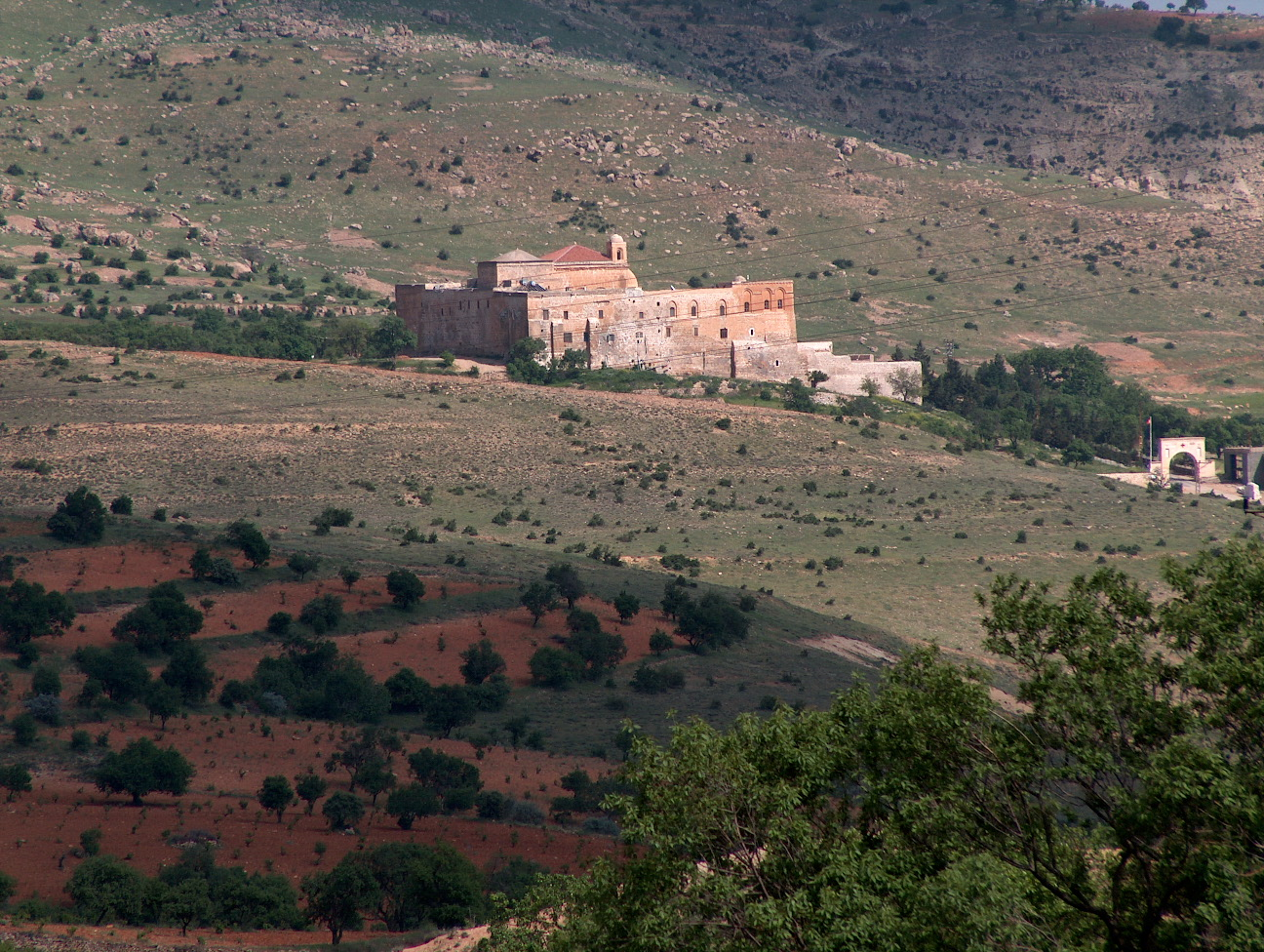
Das Kloster Deir az-Zafaran

Das Kloster Deir az-Zafaran (reichsaramäisch ܕܝܪܐ ܕܟܘܪܟܡܐ Dayro d-Kurkmo, türkisch Deyrüzzaferân Manastırı), eigentlich Dayro d-Mor Hananyo (syrisch-aramäisch ܕܝܪܐ ܕܡܪܝ ܚܢܢܝܐ), ist ein syrisch-orthodoxes (jakobitisches) Kloster wenige Kilometer östlich der südtürkischen Stadt Mardin im Tur-Abdin-Gebirge am Rand der Tiefebene von Mesopotamien.

## Name
Volksetymologisch wird Zafaran mit dem arabischen Wort für Safran in Verbindung gebracht; es heißt, man habe einst Safran unter den Mörtel gemischt, damit es im Kloster stets gut riechen solle. In der syrisch-orthodoxen Kirche wird das Kloster nach seinem zweiten Gründer, dem Bischof von Mardin und Kfartuta, Mor Hananyo (Ananias) genannt.

## Geschichte
Unter der Grabkapelle des Klosters befindet sich der älteste Raum des Klosters, er ist undatiert, wurde aber wahrscheinlich lange Zeit vor dem Aufkommen des Christentums gebaut. Es wird teils vermutet, dass hier Assyrer bereits vor 2000 v. Chr. den Sonnengott Šamaš anbeteten; beweisen lässt sich dies nicht. Oben in der Wand des alten Tempels befindet sich eine kleine Öffnung, die nach Osten zeigt, so dass man die Sonne am Morgen beim Aufgehen anbetete.
Die Ursprünge des syrisch-orthodoxen Klosters gehen in das 5. Jahrhundert n. Chr. zurück; die spätantike Bauornamentik aus dieser Zeit ist noch gut erkennbar. Belegt ist die Neugründung des im 7. Jahrhundert zeitweilig aufgegebenen Klosters durch Mor Hananyo im Jahr 792.
Das Kloster war von 1160 bis 1932 Sitz des Patriarchen der syrisch-orthodoxen Kirche. Ab 1933 wurde der Sitz wegen der erschwerten Bedingungen in der Türkei nach dem Ersten Weltkrieg zunächst nach Homs und 1957 nach Damaskus verlegt.

## Situation heute

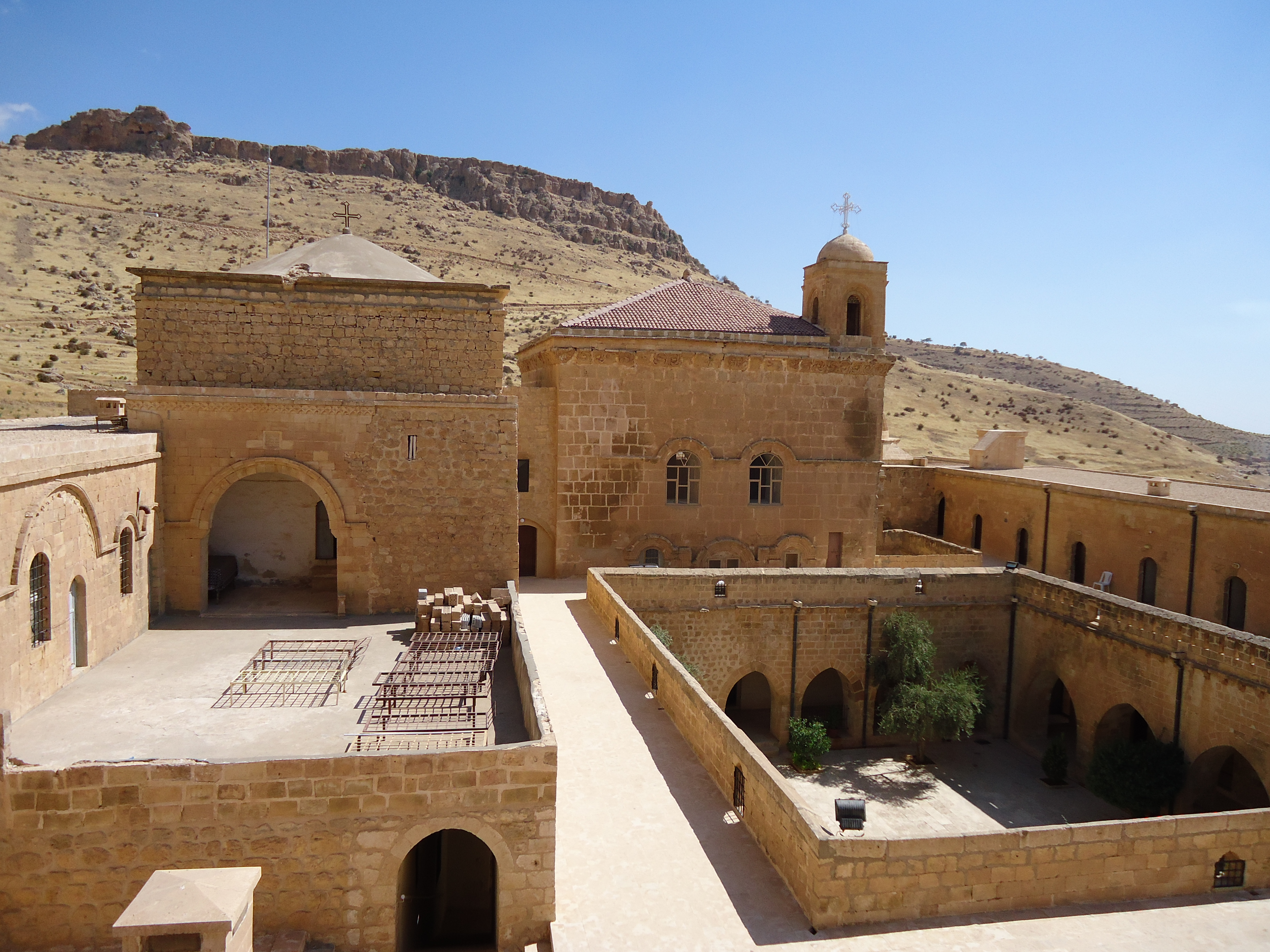
Blick vom Klosterdach (2011)

Heute ist das Kloster der Sitz des Bischofs von Mardin. Die Situation der syrisch-orthodoxen Christen wurde nicht im Vertrag von Lausanne 1923 geregelt, so dass sie nicht als geschützte Minderheit in der Türkei anerkannt sind. Bis in die 1960er Jahre lebten noch ca. 60.000 Gemeindemitglieder im Gebiet von Tur Abdin, in den 1970er und 1980er Jahren verließen viele Familien das Gebiet wegen der Kurdenkonflikte, die in der Gegend ausgetragen wurden, und der schwierigen Beziehung zum türkischen Staat. In Mardin und im übrigen Tur Abdin leben heute noch höchstens 10.000 aramäische Christen.
Das Kloster wird von dem Bischof Filüksinos Saliba Özmen, der zugleich der Abt ist, und von einem Mönch bewohnt (Stand 2019). Noch 2011 zählte das Kloster sechs Mönche. Es gibt ein Knabeninternat, in dem christliche Schüler, die vormittags staatliche Schulen besuchen, nachmittags in aramäischer Sprache und Liturgie unterrichtet werden, und eine umfangreiche Bibliothek. Die Kirchenglocken läuten täglich. Das Kloster wurde unter Verwendung von Spenden der ausgewanderten Christen in den letzten Jahren umfassend renoviert und erstrahlt inzwischen wieder in neuem Glanz.

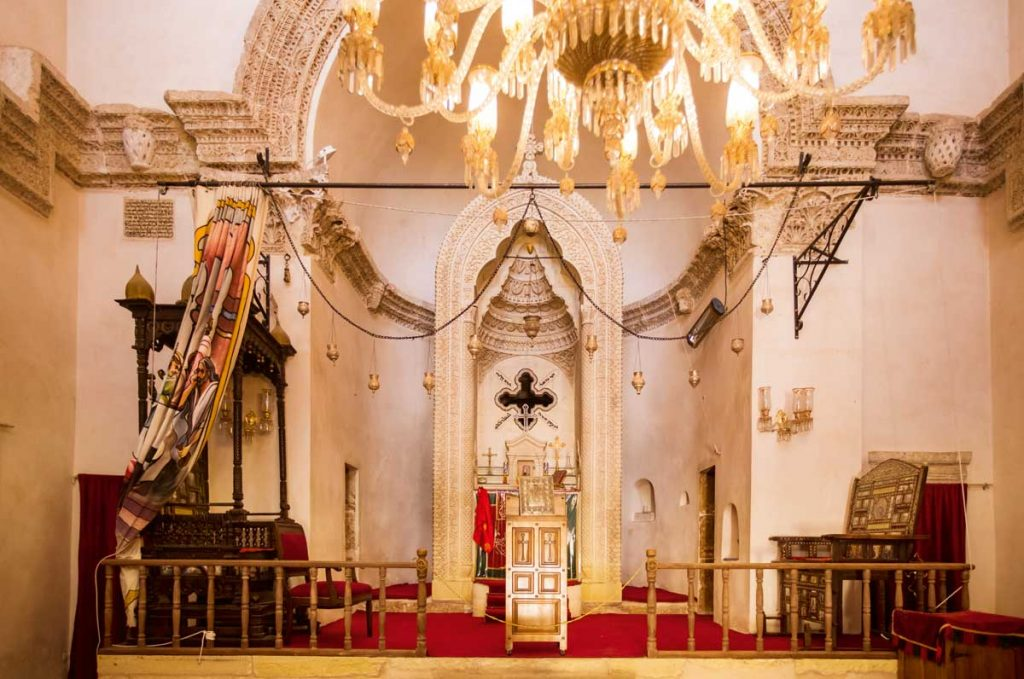
Hauptkirche (Klosterkirche) Deyrulzafaran

## Gebäude

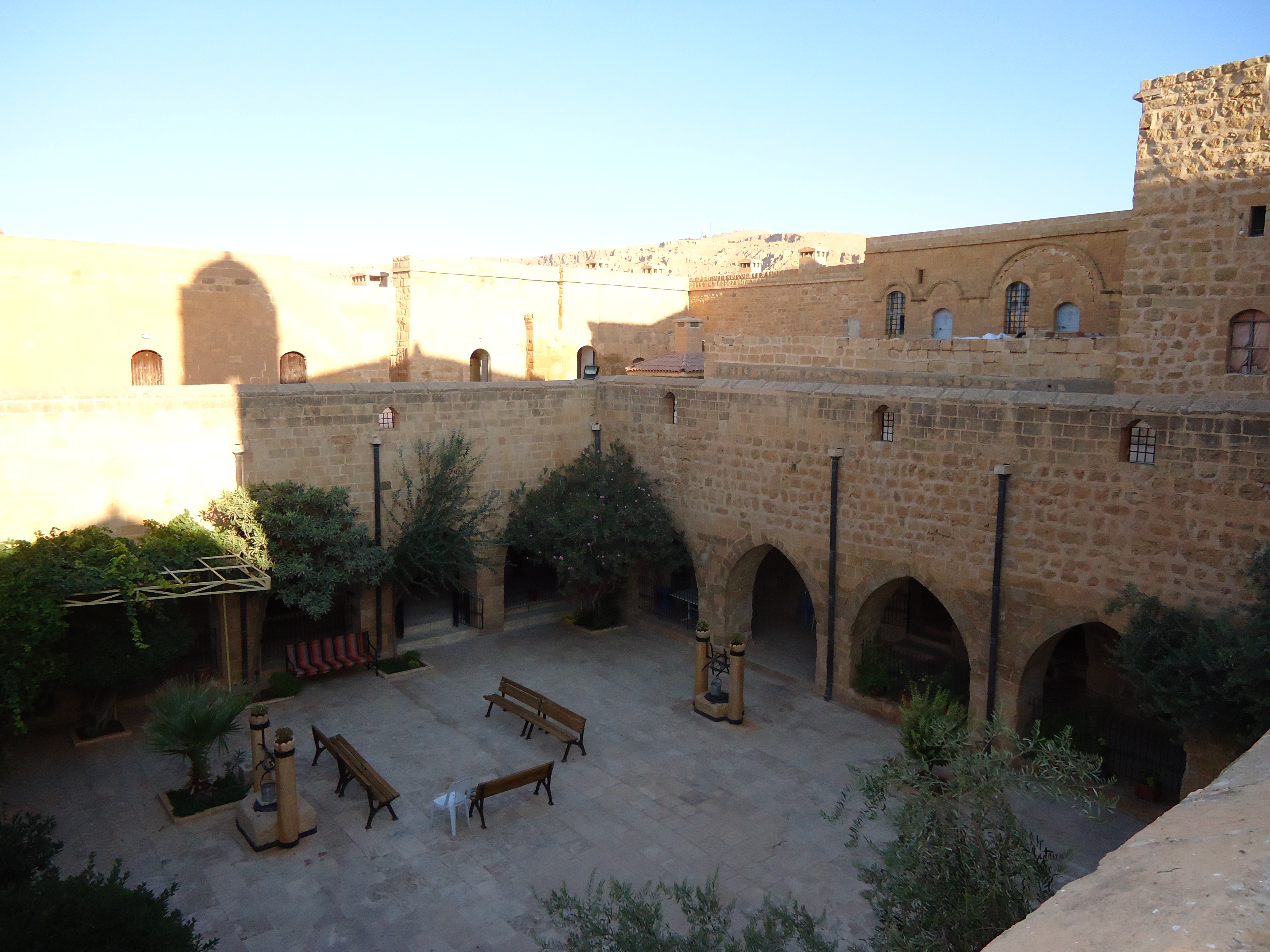
Der Klosterhof

Das Gelände ist von einer hohen Mauer umgeben. Das eigentliche Kloster besteht aus einem großen, rechteckigen, dreistöckigen Gebäudekomplex oberhalb der Zufahrtsstraße und wurde in mehreren Etappen gebaut. Über dem Eingang steht eine syrische Inschrift. Das Kloster wird durch alte Kanäle aus den Bergen mit frischem Wasser versorgt.
An der Rückseite des Hofes gibt es drei Kirchen: Die Marienkirche stammt aus dem 6. Jahrhundert; die Hauptkirche wurde angeblich vom römischen Kaiser Anastasius (491–518) gestiftet, hat ein pyramidenförmiges Dach und einen später angebauten Glockenturm und birgt die mausoleumsartige Grabkapelle Beit Qadishe („Haus der Heiligen“) der Patriarchen. Die Hauptkirche hat reliefverzierte Bögen; im einstigen Thron des Patriarchen sind die Namen aller Patriarchen seit 792 eingeschnitzt. Täglich findet hier ein Gottesdienst in Aramäisch statt, an dem neben den Mönchen und den Schülern auch Mitglieder der christlichen Gemeinde von Mardin teilnehmen.
Man vermutet oft, dass sich unter der Grabkapelle ein Tempel aus assyrischer Zeit befand, da ein mittlerweile zugebautes Fenster das erste Sonnenlicht des Tages bündelte und damals auf diese Art die Sonnengöttin angebetet wurde, doch ist dies eine bloße Vermutung, da der Raum nie wissenschaftlich untersucht wurde (s. o.). Das Gewölbe aus Steinblöcken ist selbsttragend und kommt ohne Mörtel aus. In den Nischen des darüber liegenden Mausoleums befinden sich die Gräber von sieben syrisch-orthodoxen Patriarchen und Metropoliten.
Das Kloster verfügt über eine begrenzte Anzahl sauberer, bescheidener Gästezimmer, die – nach Anmeldung – auch Touristen offenstehen. Im Sommer ist es möglich, unter freiem Himmel in bereitgestellten Betten zu schlafen. Die Übernachtung ist kostenlos, die Mönche sind freundlich und sprechen zum Teil Deutsch, und auch Frauen sind willkommen; doch wird erwartet, dass man sich anschließend im Rahmen seiner Möglichkeiten durch eine Spende erkenntlich zeigt.
Hinter dem Kloster sind einige Höhlen in den Berg getrieben, in der Umgebung befinden sich weitere Klosterruinen.